# Grêmio Atlético Farroupilha
Il Grêmio Atlético Farroupilha, noto anche semplicemente come Farroupilha, è una società calcistica brasiliana con sede nella città di Pelotas, nello stato del Rio Grande do Sul.

## Storia
Il club è stato fondato il 26 aprile 1926, con il nome di Grêmio Atlético do 9° Regimento. Ha vinto il Campionato Gaúcho nel 1935. Il club ha cambiato nome in Grêmio Atlético Farroupilha nel 1941, a causa di una legge che non consentiva alle istituzioni civili, come ad esempio le associazioni sportive, di avere nomi militari.

## Palmarès

### Competizioni statali
- Campionato Gaúcho: 1

1935